# Křepice (Znojmói járás)
Křepice település Csehországban, a Znojmói járásban. Křepice Přeskače, Běhařovice, Mikulovice, Medlice és Višňové településekkel határos. Lakosainak száma 110 fő (2024. január 1.).

## Népesség
A település lakosságának változását az alábbi diagram mutatja:
| Lakosok száma | 235  | 302  | 280  | 238  | 162  | 138  | 112  | 103  | 102  | 110  |
|               | 1869 | 1890 | 1921 | 1950 | 1980 | 2001 | 2017 | 2019 | 2022 | 2024 |